# حبيل العدن (أسلم)

تعديل مصدري - تعديل

حبيل العدن هي إحدى قرى عزلة أسلم الشام بمديرية أسلم التابعة لمحافظة حجة، بلغ تعداد سكانها 158 نسمة حسب تعداد اليمن لعام 2004.